# Jardines de Pando
Jardines de Pando es un suburbio de la ciudad de Pando perteneciente al municipio homónimo en el Departamento de Canelones en el sur de Uruguay. Está localizado sobre la ruta 75, se encuentra a 5 km al norte de la ciudad, después de los suburbios de San Bernardo - Viejo Molino y Estanque de Pando.
Y un dato curioso del mismo,es que anteriormente se llamaba:"El merequetengue" por las fiestas gauchas de esta región tan verde 

## Población
En 2011 Jardines de Pando tenía una población de 756.
| Año  | Población |
| ---- | --------- |
| 1985 | 419       |
| 1996 | 510       |
| 2004 | 673       |
| 2011 | 756       |

Fuente: Instituto Nacional de Estadística de Uruguay